# Ла-Шаплот
Ла-Шапло́т (фр. La Chapelotte) — коммуна во Франции, находится в регионе Центр. Департамент — Шер. Входит в состав кантона Анришмон. Округ коммуны — Бурж.
Код INSEE коммуны — 18051.
Коммуна расположена приблизительно в 170 км к югу от Парижа, в 80 км юго-восточнее Орлеана, в 34 км к северо-востоку от Буржа.

## Население
Население коммуны на 2008 год составляло 183 человека.
| 1962 | 1968 | 1975 | 1982 | 1990 | 1999 | 2008 |
| ---- | ---- | ---- | ---- | ---- | ---- | ---- |
| 187  | 240  | 204  | 180  | 167  | 181  | 183  |

## Экономика

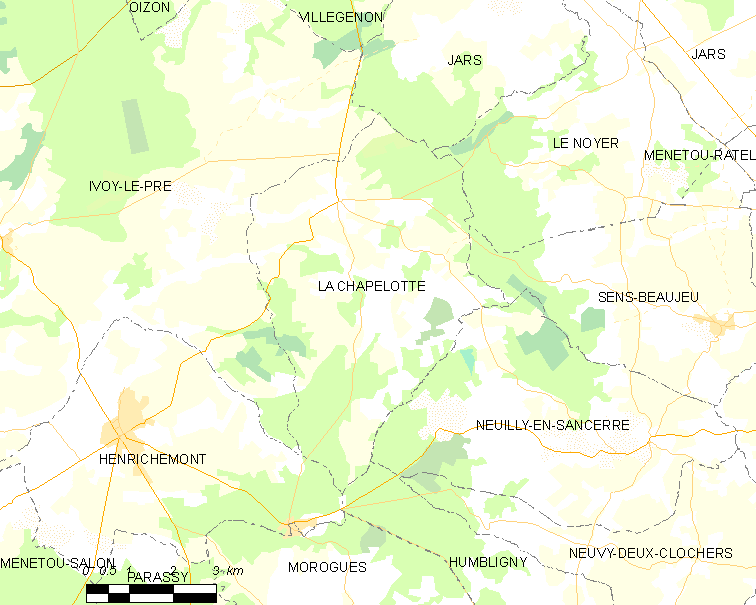
Карта коммуны

В 2007 году среди 99 человек в трудоспособном возрасте (15-64 лет) 63 были экономически активными, 36 — неактивными (показатель активности — 63,6 %, в 1999 году было 68,6 %). Из 63 активных работали 57 человек (36 мужчин и 21 женщина), безработных было 6 (1 мужчина и 5 женщин). Среди 36 неактивных 12 человек были учениками или студентами, 13 — пенсионерами, 11 были неактивными по другим причинам.